# Всеобщие выборы в Гондурасе (1887)
Всеобщие выборы в Гондурасе проходили 28 февраля 1887 года. На них избирались президент и депутаты Национального конгресса Гондураса. 
От Лиги либералов вновь был выдвинут Карлос Селео Ариас, который рассматривался преемником бывшего президента Марко Аурелио Сото, выдающегося представителя «гондурасского либерализма». Консерваторы выдвинули президента Луиса Бограна, который опережал в опросах соперника. Луис Богран одержал победу на выборах и вновь стал президентом.
Считается, что своему триумфу Богран был обязан городским советам и государственным служащим.

## Президентские выборы
| Кандидат            | Политическое предпочтение | Голоса | %    |
| ------------------- | ------------------------- | ------ | ---- |
| Луис Богран Бараона | Консерватор               | 38 394 | 87,8 |
| Карлос Селео Ариас  | Лига либералов            | 5 326  | 12,2 |
| Всего               | Всего                     | 44 499 | 100  |
| Источник: Euraque   |                           |        |      |